# Stroomgebied

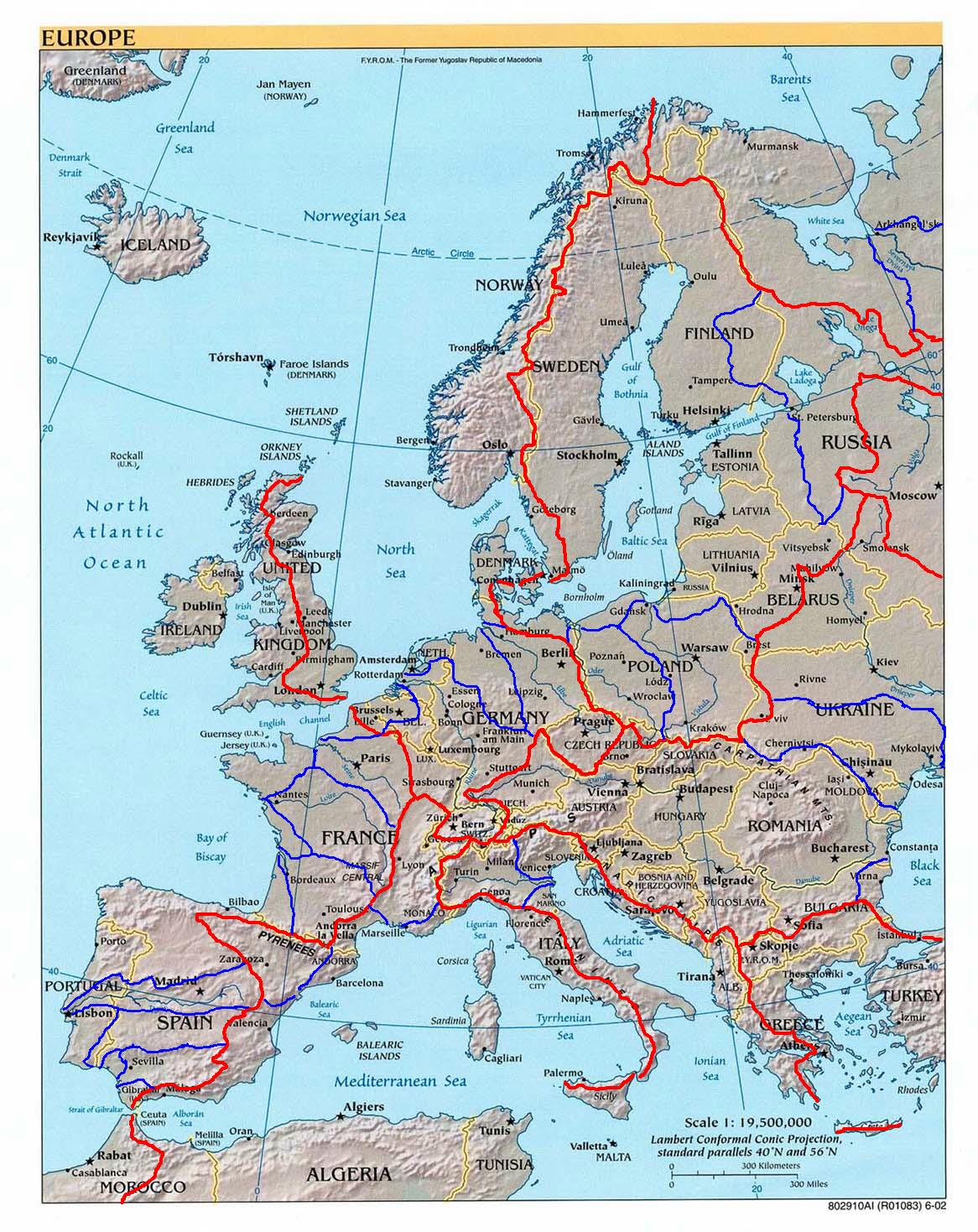
Stroomgebieden en hoofdwaterscheidingen in Europa

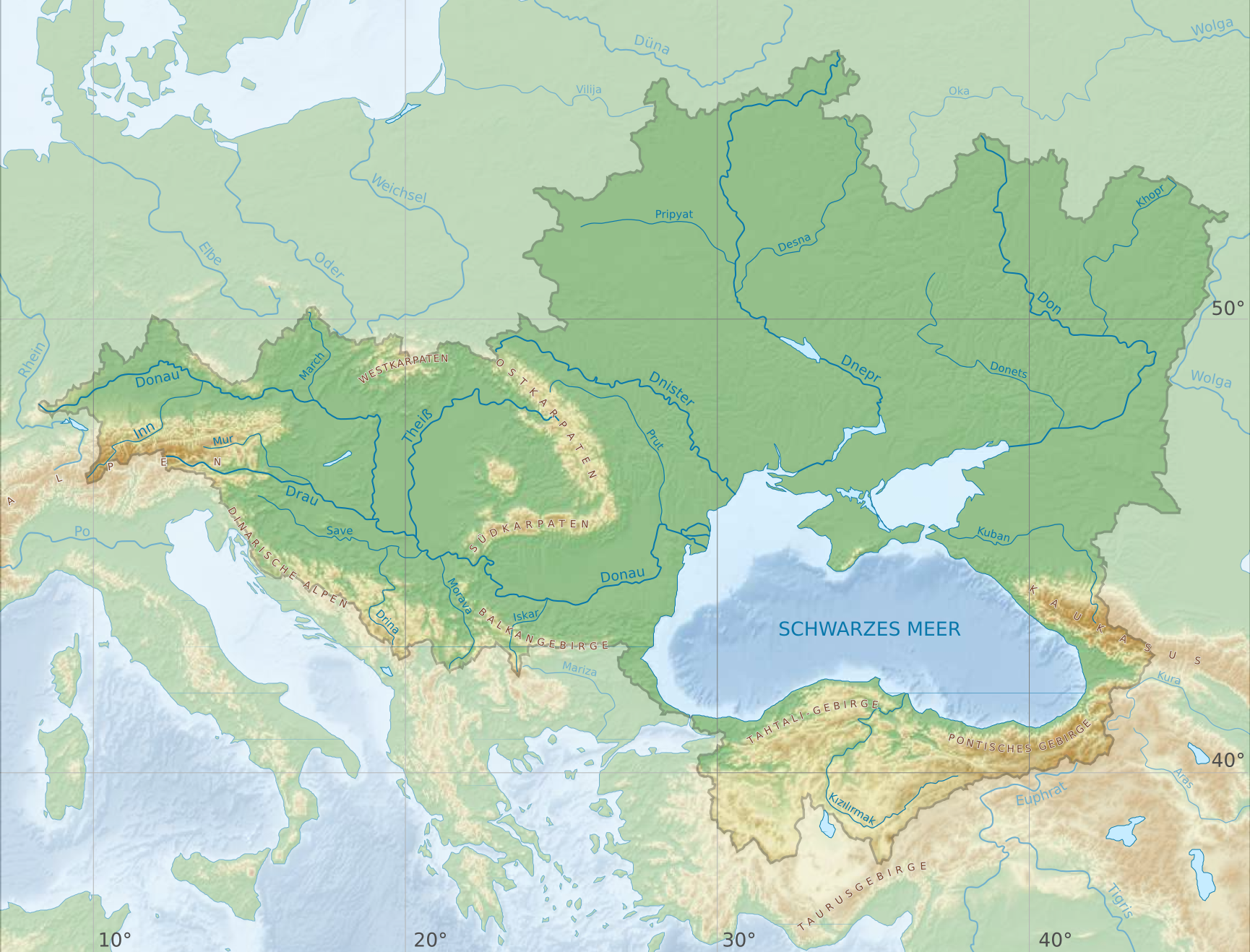
Stroomgebied van de Zwarte Zee, dat zich uitstrekt over 17 landen.

Een stroomgebied, drainagebekken of rivierbekken is het gebied dat zijn water via een rivier afvoert. De grens van een stroomgebied wordt de waterscheiding genoemd.

## Praktische betekenis
Voor het waterhuishoudkundig beheer is de grootte van een stroomgebied belangrijk omdat dit mede bepaalt hoeveel water er maximaal door een rivier stroomt. Ook het klimaat waar de rivier ontspringt kan van belang zijn, zeker wanneer dit afwijkt van de klimaatzone waar de rivier doorheen stroomt (een allochtone rivier of vreemdelingrivier). Zo voert de Nijl veel meer water dan verwacht kan worden in een woestijnklimaat, omdat deze ontspringt in de tropen.
Voor de ecologie is een stroomgebied mede bepalend voor de verspreiding van aan water gebonden organismen. 
Voor het milieu geeft een stroomgebied aan waar het effect van een verstoring merkbaar zal zijn. Een voorbeeld was de ramp bij Sandoz in Zwitserland waarbij de Rijn in het totale neerwaartse stroomgebied onder de gevolgen leed.

## Oceanen en zeeën
De verzameling stroomgebieden of rivierbekkens van een zee noemt men ook het stroomgebied of afwateringsgebied van die zee (Engels: ocean basin). De grens van zulke stroomgebieden wordt hoofdwaterscheiding genoemd. 

## België en Nederland
Naast de kleine beekjes die rechtstreeks in de zee uitmonden en naast de stroomgebieden van de zijrivieren kent België vijf grote stroomgebieden: Maas, Schelde, IJzer, Rijn en Seine. De laatste twee beperken zich tot enkele bovenlopen van respectievelijk de Moezel en de Oise. 
Nederland kent vier grote stroomgebieden: Rijn, Maas, Schelde en Eems. In de Rijn-Maas-Scheldedelta wordt het onderscheid niet meer gemaakt omdat er dwarsverbindingen zijn tussen de drie rivieren. In het noorden van Friesland en Groningen zijn er enkele riviertjes die rechtstreeks in de Waddenzee uitmonden. Zowat de helft van de provincies Friesland, Drenthe, Overijssel, Gelderland, Utrecht en Noord-Holland waterde vroeger via kleinere rivieren en kanalen af naar de Zuiderzee en dus nu naar het IJsselmeer.